# Попондетта
Попондетта (англ. Popondetta) — город в Папуа — Новой Гвинее, административный центр провинции Оро.

## География
Расположен на юго-востоке страны, на высоте 155 м над уровнем моря. В окрестностях города водится птицекрыл королевы Александры — самая крупная дневная бабочка в мире.

## История
В 1951 году произошло извержение вулкана Ламингтон. Погибло 4000 человек; наиболее всего от извержения пострадала Попондетта. Попондетта находится недалеко от деревни Буна на побережье провинции Оро. Город известен тем, что во время Второй мировой войны рядом с ним шли ожесточённые бои.

## Население
По данным на 2013 год численность населения города составляла 49 244 человека.

Динамика численности населения города по годам:
| 1980  | 1990  | 2000   | 2013   |
| ----- | ----- | ------ | ------ |
| 6 429 | 7 627 | 19 556 | 49 244 |